# ماريلوب وولف
ماريلوب وولف هي ممثلة كندية، ولدت في 3 يناير 1978 بمونتريال في كندا.

## وصلات خارجية
- ماريلوب وولف على موقع IMDb (الإنجليزية)
- ماريلوب وولف على موقع ألو سيني (الفرنسية)
- ماريلوب وولف على موقع أول موفي (الإنجليزية)
- ماريلوب وولف على موقع قاعدة بيانات الأفلام السويدية (السويدية)
- ماريلوب وولف على موقع قاعدة بيانات الفيلم (الإنجليزية)
- ماريلوب وولف على موقع كينوبويسك (الروسية)